# 疾速号
疾速号（英語：Sprinter，原意“短跑者”，又译：斯普林特号），全称北圣迭戈县轻轨（North County Transit District Sprinter），是一条服务于美國加州圣迭戈县的客运铁路线路，连接欧申赛德、维斯塔、圣马可斯、埃斯孔迪多等城市。该线路采用类似轻轨的模式运作，但行走的路段均未电气化，车辆采用德国西门子制造的Desiro系列柴油车。

## 历史
2008年3月9日開始營運

## 服务

### 班次
疾速号一般为每30分钟一班，每天运营，运营时间通常为早上四点至晚上九点。周末及节假日，早上十点前和晚上六点后，班次缩短为每小时一班。

### 票价
单程票为$2.50，老人/残疾为$1.25，小孩5岁及以下免费。
此外还有一日票和30日票，除了可无限乘坐疾速号以外，还可以搭乘大多数NCTD和MTS的公交及轻轨。

## 连接服务
- 欧申赛德
  - 太平洋冲浪者号
  - 圣地亚哥海岸快铁
  - 南加州都会铁道
- 埃斯孔迪多
  - 圣迭戈都会运输系统 (MTS 235, 280)